# Кочиш, Янош
Янош Кочиш (венг. Kocsis János; 16 февраля 1951, Будапешт — 20 апреля 2025, Будапешт) — венгерский борец вольного стиля, призёр чемпионатов мира.

## Биография
Родился в 1951 году в Будапеште. В 1973 году стал бронзовым призёром чемпионата мира. В 1974 году занял 5-е место на чемпионате Европы. На чемпионате Европы 1975 года занял 4-е место. В 1976 году вновь занял 4-е место на чемпионате Европы, а также принял участие в Олимпийских играх в Монреале, но наград не завоевал. В 1980 году принял участие в Олимпийских играх в Москве, но наград также не завоевал.
Умер 20 апреля 2025 года в возрасте 74 лет.